# 本多忠常
本多 忠常（ほんだ ただつね）は、江戸時代前期から中期にかけての大名。大和国郡山藩の第2代藩主。官位は従五位下・能登守。

## 略歴
寛文元年（1661年）、本多忠義の6男として誕生。初代藩主・本多忠平の実弟。延宝5年（1677年）閏12月26日、従五位下、能登守に叙位・任官する。元禄8年（1695年）、兄の死去によりその養嗣子として家督を継いだ。
元禄12年（1699年）、城下町の大火、江戸屋敷の火事、京都御所の造営などによる再建・造営費用などで出費が重なり、藩財政が窮乏化した。宝永4年（1707年）10月10日、四兄忠晴の長男・忠直を養子とした。
宝永6年（1709年）4月17日、49歳で死去し、忠直が跡を継いだ。
忠常の墓碑は大和郡山市の指定文化財となり、林信篤によってその墓碑には忠常一代の経歴が刻銘されている。

## 系譜
- 父：本多忠義（1602年 - 1676年）
- 母：不詳
- 正室：浅野綱晟娘
- 養子
  - 男子：本多忠直（1670年 - 1717年） - 本多忠晴（忠義の四男）の長男
  - 女子：冨姫 - 本光院、黒田吉之正室、本多忠利（忠義の次男）の娘